# Departamento de Antofagasta de la Sierra
Departamento de Antofagasta de la Sierra är en kommun i Argentina.   Den ligger i provinsen Catamarca, i den norra delen av landet, 1 300 km nordväst om huvudstaden Buenos Aires. Antalet invånare är 1 282.
Trakten runt Departamento de Antofagasta de la Sierra är ofruktbar med lite eller ingen växtlighet. Trakten runt Departamento de Antofagasta de la Sierra är nära nog obefolkad, med mindre än två invånare per kvadratkilometer.